# Рождественский рейд
Рождественский рейд (англ. Christmas Raid) — диверсионная атака, совершённая Ирландской республиканской армией 23 декабря 1939 на форт Магазин в Дублине — арсенал  Сухопутных Войск Ирландии. В результате атаки было украдено более миллиона единиц боеприпасов. Несмотря на успех операции, довольно быстро почти всё было возвращено на место, а участники нападения и его организаторы были арестованы.

## Форт
Дублинский форт Магазин был возведён в 1735 году на западе города, к северу от реки Лиффи в Феникс-парке. Здание форта располагается в юго-восточной части парка рядом с лесным массивом. Из форта открывается вид на весь город. В годы британского владычества форт расценивался как символ оккупации, и в 1916 году во время Пасхального восстания его захватили ирландские добровольцы. Однако после подписания англо-ирландского договора форт был передан ирландским вооружённым силам и стал складом боеприпасов. В настоящее время форт заброшен.

## Положение ИРА
К концу 1939 года очередная кампания ИРА под кодовым названием «План S» заканчивалась плачевно: почти все элитные боевики были или уничтожены, или арестованы полицией и армией Ирландии. Финансисты ИРА вынуждены были бежать в США, в том числе и командир ИРА Шон Рассел (англ. Sean Russell). Правопреемником Рассела стал Стивен Хэйс (англ. Stephen Hayes), который не пользовался авторитетом у ирландцев, но при этом старался следовать всем положениям Рассела. ИРА несла также и небоевые потери: демонстративно из Южного командования ИРА вышли несколько группировок графств Корк и Керри, которые уже увязли в политике настолько, что не подумывали о продолжении вооружённой борьбы за объединение Ирландии.
Небольшую материальную помощь оказала ирландская община США: организация «Гэльский клан» выслала боевикам ИРА серию пистолетов-пулемётов Томпсона, которыми пользовалась американская мафия в своих криминальных войнах. Однако патронов для оружия почти не было у ирландцев: патроны калибра .45 ACP невозможно было достать в континентальной Европе, а все их запасы в Ирландии хранились только на военных складах. Хэйсу как командиру ИРА предстояло решиться на захват одного из складов, хотя это грозило крахом движения в случае неудачи.

## План по захвату форта
Выбирая между казармами Айлэндбридж и фортом Магазин, Хэйс выбрал форт Магазин. Ещё в 1937 году силы ИРА предложили командованию организовать его штурм, но командующий Мик Фитцпатрик отверг эту идею как нереальную: во-первых, форт был слишком хорошо защищён; во-вторых, спрятать где-либо захваченное было невозможно. Но к 1939 году у ИРА уже просто не было выбора. Для нападения были выбраны рождественские дни: караул форта в те дни строго устав не соблюдал, и беззаботностью стражи ирландцы должны были воспользоваться.

## Атака
Вечером 23 декабря 1939 в форте находилось только 13 человек: офицер, шесть стрелков (все с винтовками и один с пулемётом Льюис), жандарм и пожарная команда (офицер и четыре человека, все с винтовками). Смена караула осуществилась 22 декабря, и новая стража получила все инструкции. Гарнизона у форта не было, помощь ему оказывали только соседние части. Так, наблюдение вёл 7-й Дублинский пехотный батальон резерва из казармы Портобелло (ныне казармы Катал Бру), а пожарную команду взяли из казармы Айлэндбридж (ныне казарма Клэнси). В 20:00, согласно свидетельствам охраны форта, командовавший офицер покинул форт и направился в город. Жандарм Дэниэл Мерриган (англ. Daniel Merrigan) включил внешнее освещение, открыл внутренние и внешние ворота, что противоречило уставу, но фактически не наказывалось в армии, поскольку такая процедура проводилась регулярно, когда кто-то заходил в форт или покидал его. Закрыв ворота после ухода офицера, жандарм вернулся на пост. Чуть позже в форт вошёл сын одного из офицеров охраны.
В 20:30 прозвенел колокол перед воротами: жандарм увидел гражданского на велосипеде, который заявил, что у него есть депеша для командования. Жандарм спустился, чтобы принять ту самую депешу, но в ответ незнакомец наставил на него револьвер и потребовал открыть ворота и поднять руки после этого. Перепуганный жандарм открыл ворота и попытался было позвать на помощь кого-либо, но на него набросился другой человек со стороны форта и разоружил его: как оказалось, ирландцы также проникли в форт при помощи тайных ходов, но ждали момента, когда откроют ворота. Связь с соседними гарнизонами была нарушена: один из добровольцев ИРА, Лайам Брэди, перерезал телефонный кабель и остался следить за местностью.
Боевики проникли в форт в 20:45, захватив в заложники двух человек и прикрывшись ими в качестве в живого щита. Охрана форта была быстро разрушена, сдавшись без боя одному из отрядов ИРА, другой отряд разоружил пожарную команду. За 10 минут форт оказался в руках ирландцев. До 22:10 все разоружённые были в заложниках у ирландцев, пока к форту подъезжали грузовики. Боевики складывали туда боеприпасы и оружие. Пока шла погрузка, Лайаму Брэди, который отрезал форт от связи с внешним миром, пришлось вступить в схватку со свидетелем произошедшего: один из служащих обнаружил перерезанный телефонный кабель и попытался кого-то вызвать на помощь, но Брэди ввязался в драку, оглушил и разбил тому голову в кровь. Пострадавшего оттащили в лазарет, где оказали медицинскую помощь; позднее в плен попал ещё и часовой, патрулировавший оборонительный вал.
К 22:30 грузовики начали отъезжать. Всех пленных ирландцы перевели в зону C, где не было оружия, заперли их там и запретили что-либо сообщать, угрожая расправой, а вскоре скрылись.

## Объём украденного
Всего ирландцы украли 1 млн. 84 тыс. боеприпасов, из них 471919 винтовочных патронов .303 British, 612300 патронов типа .45 ACP для Томми-ганов и 12 патронов для револьвера. Также в руки ирландских повстанцев попали следующие аксессуары: 3 штыка, 4 ножны, 7 винтовочных магазинов, 3 бутылки с маслом, 3 каната, четыре винтовки Ли-Энфилд и один револьвер Webley.

## Поиски украденного
Несмотря на успех операции, ирландские повстанцы ликовали недолго. В 22:30 в казарме Айлэндбридж объявили тревогу, когда грузовик врезался в ворота. В 22:50 группа войск направилась из казарм Портобелло, чтобы узнать, что произошло в форте. Двое боевиков были схвачены у входа в форт, а вскоре по тревоге подняли почти весь Дублин. Произошла внеочередная смена караула. В течение следующих четырёх дней проводились поиски украденного: с учётом размеров Ирландии спрятать всё это на 13 грузовиках было просто нереально.
К 1 января 1940 было конфисковано до 75% припасов (порядка 850 тысяч единиц):
- две с половиной тонны в Дандолке (графство Лаут);
- восемь тон в Сордс (графство Дублин, ныне графство Фингал);
- 66 ящиков с пистолетами-пулемётами Томпсона и боерипасами в Южном Арма (две с половиной тонны захвачены Королевской полицией Ольстера);
- сто ящиков с 120 тысячами боеприпасов в Страффане (графство Килдэр).

## Последствия
Рейд повлёк самые негативные последствия для ИРА: по стране прокатились массовые аресты добровольцев и конфискации их имущества. В руководстве ИРА Хейса обвинили во всех арестах и конфискациях, назвав его шпионом ирландских властей. Хейса заставили написать признание и приговорили к смерти, но он чудом сбежал с казни и потом утверждал, что оговорил себя. На следующий день после рейда министр юстиции Джеральд Боланд потребовал ввести смертную казнь и восстановить военный трибунал для боевиков ИРА. Для самих повстанцев настали по-настоящему печальные дни.